# Битва при Ардебиле
Битва при Ардебиле — крупнейшее сражение между арабами и хазарами. Состоялось 6—8 декабря 730 года в окрестностях города Ардебиль и закончилось полным разгромом арабской армии.
С начала VIII века между Хазарией и Арабским халифатом шла непрерывная борьба за контроль над Закавказьем. Своего пика хазарская экспансия достигла в 730/731 году (112 год хиджры). Хазарское войско, возглавляемое сыном кагана Барджилем, вторглось в арабские владения через Дарьяльское ущелье, прошла Арран и вступила на территорию современного Ирана. Правитель области Джаррах ибн Абдаллах ал-Хаками, ранее уже неоднократно воевавший с хазарами, не имел достаточно сил для военного столкновения и отступил к Ардебилю. Там он первоначально занял неприступную позицию у горы Себелан, намереваясь дожидаться подкрепления из центральных областей Халифата. Однако затем по каким-то причинам (возможно, из-за угрозы Ардебилю) он решился на вылазку. Противники встретились на равнине. Армия арабов составляла 25 тыс. человек, хазарские силы многократно её превосходили. В арабских источниках называется цифра в 300 тыс. человек (она признаётся преувеличенной).
Сражение длилось два дня. Лучшие силы арабской армии погибли. Вечером второго дня с наступлением темноты многие из уцелевших в арабском стане покинули поле битвы. У Джарраха не осталось армии, и утром на третий день хазары пошли в последнюю атаку, в результате которой арабы обратились в бегство. По преданию, военачальникам удалось остановить панику призывом умереть за Аллаха, и воины бились насмерть. Джаррах погиб в бою. Хазарский предводитель отрезал ему голову и насадил её на пику в качестве трофея. Из всей арабской армии удалось спастись только нескольким сотням беглецов. Среди них был некто Скалаб (то есть славянин), который лично доложил халифу о катастрофе.
После разгрома арабского войска хазары осадили Ардебиль, окружив его катапультами. После недолгого сопротивления город сдался. Хазары перебили защитников и взяли множество пленных. Затем войско рассеялось по стране для грабежа. Хазарская конница двинулась дальше вглубь Халифата и достигла окрестностей Диярбакыра и Мосула, где была остановлена арабской армией.
Известие об успехе хазар нашло отражение в армянских и византийских источниках. Вероятно, с ним имеет непосредственную связь заключённый в 732 году династический брак сына византийского императора Константина с дочерью хазарского кагана Вирхора Чичак. В «Еврейско-хазарской переписке» взятие Ардебиля связывается с подвигами полководца Булана — будущего родоначальника династии беков.
Тем не менее, даже столь глубокое продвижение не могло обеспечить коренной перелом в ходе конфликта. К январю 731 года свежее арабское войско под началом полководца Саида ал-Хараши выбило хазар со всех захваченных позиций. Шесть лет спустя в 737 году арабский полководец Мерван ибн Мухаммед (будущий халиф) организовал ответный широкомасштабный поход вглубь Хазарии, в результате которого экспансия хазар в Закавказье была остановлена на долгое время.